# Le Croisic

Le Croisic este o comună în departamentul Loire-Atlantique, Franța. În 2009 avea o populație de 4,064 de locuitori.

## Personalități născute aici
- Pierre Bouguer (1698 - 1758), matematician, fizician, astronom.